# Dario Frigo
Dario Frigo (Saronno, 18 de setembre de 1973) és un ciclista itàlia, ja retirat, que fou professional entre el 1996 i el 2005. Bon rodador, es defensava bé en curses d'una setmana. Destaquen dues edicions del Tour de Romandia i una París-Niça. A les Grans Voltes aconseguí dues victòries d'etapa, una al Tour de França i una altra al Giro d'Itàlia, cursa en la qual també vestí la maglia rosa diverses etapes.
La seva carrera va estar marcada pels casos de dopatge. El 2001 fou acusat d'estar en possessió de substàncies dopants durant la disputa del Giro d'Itàlia. En aquells moments Frigo era segon de la classificació general, a sols 15 segons de Gilberto Simoni. El seu equip, el Fassa Bortolo el va expulsar seguint el reglament intern. Frigo es declarà culpable i fou desqualificat. Els posteriors anàlisis van demostrar que cap de les substàncies que tenia en el seu poder era dopant, però que probablement sí que les havia pres.
El 2005, en finalitzar la 10a etapa del Tour de França, amb final a Courchevel, fou arrestat per la gendarmeria francesa després de trobar substàncies dopants al cotxe de la seva dona a Albertville. Per aquests fets ambdós foren condemnats a tres mesos de presó.

## Palmarès
- 1994
  - 1r al Gran Premi de Poggiana
- 1999
  - 1r al Dekra Open Stuttgart i vencedor d'una etapa
- 2000
  - 1r al Giro de Campania
  - Vencedor d'una etapa del Giro del Trentino
- 2001
  - 1r a la París-Niça i vencedor d'una etapa
  - 1r al Tour de Romandia
  - Vencedor d'una etapa al Giro d'Itàlia
- 2002
  -  Campió d'Itàlia de contrarellotge
  - 1r al Tour de Romandia i vencedor d'una etapa
  - 1r a la Pujada a Urkiola
  - 1r al Campionat de Zúric
  - Vencedor d'una etapa al Tour de França
  - Vencedor d'una etapa de la París-Niça
- 2003
  - 1r a la Setmana Catalana i vencedor d'una etapa
  - 1r a la Volta a la Comunitat Valenciana i vencedor d'una etapa
  - Vencedor d'una etapa al Giro d'Itàlia
  - Vencedor d'una etapa de la París-Niça
- 2005
  - Vencedor d'una etapa de la Volta a Luxemburg

### Resultats al Tour de França
- 1997. Abandona
- 2002. 25è de la classificació general. Vencedor d'una etapa
- 2005. No surt (11a etapa)

### Resultats al Giro d'Itàlia
- 1996. 84è de la classificació general
- 1997. 14è de la classificació general
- 1998. 42è de la classificació general
- 1999. Abandona
- 2000. 13è de la classificació general. Vencedor d'una etapa
- 2001. Exclòs per dopatge (19a etapa). Porta la maglia rosa durant 9 etapes
- 2002. 10è de la classificació general
- 2003. 7è de la classificació general. Vencedor d'una etapa

### Resultats a la Volta a Espanya
- 1998. Abandona
- 1999. Abandona
- 2003. 21è de la classificació general